# سيفبيميزول
سيفبيميزول Cefpimizole' هو مضاد حيوي من زمرة السيفالوسبورينات الجيل الثالث.

## الحركية الدوائية
هذه المجموعة من المضادات الحيوية تعرف بسيفالوسبورينات الجيل الثالث. نجد أن سيفالوسبورينات الجيل الثالث تُستخدم لعلاج العديد من الأمراض الخطيرة المتنوعة التي تسببها كائنات دقيقة مقاومة لمعظم المضادات الحيوية وخواصها:-
- أوسع طيفاً مما سبق.
- فعالة جداً ضد العصيات سلبية الغرام.
- مقاومة جداً للبيتالاكتاماز.
- تنفذ من الحاجز الدماغي الدموي BBB، وتحقق تركيزً عالياً في السال الدماغي الشوكي CSF، فتيتخدم في علاج سال مخي شوكي البكتيري بسلبيات الغرام.

## الخواص

### الاسم العلمي
2-[1-([(6R,7R)-2-carboxy-7-([(2R)-2-[(5-carboxy1H-imidazole-4-carbonyl)amino]-2-phenylacetyl]amino)-8-oxo-5-thia-1-azabicyclo[4.2.0]oct-2-en-3-yl]methyl)pyridin-1-ium-4-yl]ethanesulfonate

### الصيغة الكيميائية
C28H26N6O10S2 

### الوزن الجزئي
g/mol 670.67